# Чегране (община)
Чегране (на албански: Komuna e Çegranit; на македонска литературна норма: Општина Чегране) е бивша община, разположена в северозападната част на Република Македония в областта Горни Полог. Основана е през 1996 г., но престава да съществува по силата на закона за териториалното делене на Македония от 2004 г., когато е придадена към община Гостивар. Център на общината е селото Чегране.